# جورج بي فوستر
جورج بي فوستر (بالإنجليزية: George P. Foster)‏ هو ضابط ومدرس أمريكي، ولد في 3 أكتوبر 1835 في والدن في الولايات المتحدة، وتوفي في 19 مارس 1879 في برلينغتون في الولايات المتحدة.